# Nupserha larifuga
Nupserha larifuga är en skalbaggsart som först beskrevs av Louis Alexandre Auguste Chevrolat 1855.  Nupserha larifuga ingår i släktet Nupserha och familjen långhorningar.
Artens utbredningsområde är:
- Gabon.
- Nigeria.

Inga underarter finns listade i Catalogue of Life.